# 국민의힘 제3차 전당대회
국민의힘 제3차 전당대회는 2023년 3월 8일 치러진 대한민국의 정당 국민의힘의 전당대회이다. 김기현 제2대 당대표를 비롯하여 김재원, 김병민, 조수진, 태영호 최고위원, 장예찬 청년최고위원 등 신임 지도부를 선출하였다. 당원 투표 100%로 신임 당대표 1명과, 4명의 최고위원, 1명의 청년최고위원 등을 선출하였으며, 새 지도부는 제22대 국회의원 선거(2024. 4.) 등을 지휘하게 된다.
2022년 12월 26일 국민의힘 비상대책위원회가 차기 전당대회 날짜를 결정하고, 유흥수 상임고문을 당 선거관리위원장으로 위촉하였다. 정진석 비상대책위원장은 과반득표자가 나오지 않아 결선투표를 실시하더라도 3월 12일 안에는 일정을 마무리하겠다고 밝혔다.
2022년 2월 10일 예비 경선을 통해 당대표 후보자 4인, 최고위원 후보자 8인, 청년최고위원 후보자 4인을 확정하였다.
2023년 2월 14일, 당 선거관리위원회는 참석 예상 인원이 증가함에 따라 10,000명을 수용할 수 있는 일산 킨텍스로 전당대회 장소를 변경한다고 밝혔다. 본디 예정되었던 장소는 5,000명을 수용할 수 있는 규모의 SK올림픽핸드볼경기장이었다.
2023년 3월 4일과 5일 모바일 투표가 실시되었으며, 6일과 7일에는 ARS 투표가 실시되었다. 국민의힘 중앙당 선거관리위원회는 지도부 선출을 위한 투표 결과, 선거인단 총 837,236명 중 461,313명이 투표에 참여하며 최종 투표율이 55.10%로 집계되었다고 밝혔다. 이는 국민의힘 전당대회 사상 최고 투표율이다. 이번 전당대회에서는 모바일 투표(47.51%)에서 이미 사상 최고 투표율이 경신되었으며, 또다시 최고 투표율을 경신하였다. 2021년 6월 당시 이준석 당대표 등 초대 지도부를 선출했을 때 최종 투표율은 45.36%였다.

## 배경
2022년 7월 7일, 국민의힘 윤리위는 가로세로연구소발 성상납 의혹 증거인멸교사 혐의로 이준석 대표에 대해 당원권 정지 6개월의 징계를 의결함으로써 이준석 대표의 직무가 정지되고 '윤핵관(윤석열측 핵심 관계자)'으로 불리던 권성동 원내대표가 당대표 직무대행을 맡게 되었다. 7월 26일, 윤석열 대통령이 권성동 직무대행에게 이준석 대표를 "내부총질이나 하던 당대표가 바뀌니 달라졌다"는 메시지를 보낸 것이 포착되었고, 이준석 대표를 비롯한 비윤계는 징계에 대통령실이 개입했다고 비판하면서 당내 갈등은 격화되고 직무대행 체제는 흔들리기 시작했다. 이에 친윤계에서는 지도부를 해체하고 비상대책위원회를 구성할 것을 주장했고, 7월 29일부터 31일까지 배현진, 조수진, 윤영석, 성일종 최고위원이 연달아 사퇴 의사를 밝혔다. 8월 5일 상임전국위는 현 상황을 비상상황으로 규정했고, 8월 9일 전국위는 주호영 전 원내대표를 비상대책위원장으로 인준했다. 이에 8월 10일 이준석 전 대표는 비대위 효력정지 가처분 신청을 냈고, 8월 26일 일부인용되면서 주호영 비대위원장의 직무도 정지되었다. 9월 5일 전국위가 가처분 내용을 받아들여 당헌에 비상상황을 구체적으로 규정한 뒤 상임전국위에서 다시 현 상황을 비상상황으로 규정하고 9월 7일 다시 정진석 전 원내대표를 비상대책위원장으로 인준했다. 10월 6일 당헌개정과 새 비대위에 대해 이준석 전 대표가 추가로 낸 가처분이 모두 기각되면서 정진석 비대위 체제가 자리잡았다.
이후 복수의 여론조사에서 차기 대표로 유승민 전 바른미래당 대표가 압도적 1위를 차지했고, 나경원 전 자유한국당 원내대표, 안철수 전 인수위원장 등이 뒤를 이었으며 '윤핵관' 장제원 의원이 지원하는 김기현 전 원내대표의 지지율은 높지 못했다. 나경원 전 원내대표는 저출산고령사회위원회 위원장직과 기후환경대사직에 임명되었고, 12월 20일 상임전국위는 20년만에 여론조사를 제외하고 당원투표로만 지도부를 선출하고 당대표 선출에 결선투표를 진행하는 내용으로 당헌을 개정했다.  지지층에서 상대적으로 지지율이 낮은 유승민 전 대표의 당선을 저지하기 위한 것으로 인식되었고, 유승민 전 대표는 결국 불출마를 선언했다.
여론조사가 배제된 당헌개정이 통과되자 여론조사는 지지층 대상으로만 진행되었는데, 나경원 저출산고령위 부위원장이 김기현 전 원내대표를 누르고 1위로 나타났다.  2개의 장관급 공직에 임명된 것이 당권주자 교통정리라는 해석이 많았으나, 나경원 부위원장은 출마 의지를 굽히지 않았다. 2023년 1월 5일, 나경원 부위원장이 저출산대책으로 대출금 탕감을 내놓자 다음날 대통령실은 정부 정책과 다르다며 정면 비판했다. 여러 비판 속에 나경원 부위원장이 1월 10일 사의를 밝히자, 1월 13일 대통령은 나경원 부위원장을 모든 공직에서 '해임'했다고 밝혔다. 이에 나경원 전 부위원장은 1월 17일 "대통령의 본의가 아닐 것"이라고 주장했는데, 이것이 대통령실에서 정면으로 반박되었고, 대통령실과의 갈등 속에 지지율이 3위까지 곤두박질치자 결국 불출마를 선언했다.

## 당 대표 경선
6명(김기현·안철수·윤상현·조경태·천하람·황교안)의 후보자가 당대표 경선에 나섰다.
본경선에는 김기현·안철수·천하람·황교안 후보 등 4명이 진출하였다.
투표 결과 김기현 후보가 당대표로 선출되었다.
| 성명   | 득표수    | 득표율 | 비고      |
| ------ | --------- | ------ | --------- |
| 김기현 | 244,163표 | 52.93% | 1위, 당선 |
| 안철수 | 107,803표 | 23.37% | 2위       |
| 천하람 | 69,122표  | 14.98% | 3위       |
| 황교안 | 40,222표  | 8.72%  | 4위       |

## 최고위원 경선
13명(김병민·김용태·김재원·문병호·민영삼·박성중·이만희·이용·정미경·조수진·천강정·태영호·허은아)의 후보자가 최고위원 경선에 나섰다.
본경선에는 김병민·김용태·김재원·민영삼·정미경·조수진·태영호·허은아 후보 등 8명이 진출하였다.
투표 결과 김재원, 김병민, 조수진, 태영호 후보가 각각 최고위원에 선출되었다.
| 성명   | 득표수    | 득표율 | 비고      |
| ------ | --------- | ------ | --------- |
| 김병민 | 146,798표 | 16.10% | 2위, 당선 |
| 김용태 | 99,115표  | 10.87% | 6위       |
| 김재원 | 160,067표 | 17.55% | 1위, 당선 |
| 민영삼 | 101,092표 | 11.08% | 5위       |
| 정미경 | 74,890표  | 8.21%  | 8위       |
| 조수진 | 120,173표 | 13.18% | 3위, 당선 |
| 태영호 | 119,559표 | 13.11% | 4위, 당선 |
| 허은아 | 90,276표  | 9.90%  | 7위       |

## 청년최고위원 경선
11명(구혁모·김가람·김영호·김정식·서원렬·양기열·옥지원·이기인·이욱희·장예찬·지성호)의 후보자가 청년최고위원 경선에 나섰다.
본경선에는 김가람·김정식·이기인·장예찬 후보 등 4명이 진출하였다.
투표 결과 장예찬 후보가 청년최고위원에 선출되었다.
| 성명   | 득표수    | 득표율 | 비고      |
| ------ | --------- | ------ | --------- |
| 김가람 | 56,507표  | 12.47% | 4위       |
| 김정식 | 61,905표  | 13.66% | 3위       |
| 이기인 | 84,807표  | 18.71% | 2위       |
| 장예찬 | 250,036표 | 55.16% | 1위, 당선 |